# Indy Lewis
Indy Lewis, född 2001 i Chelsea, London, är en brittisk skådespelare.
Indy Lewis har bland annat medverkat i TV-serien Industry där hon spelade Venetia Berens, en återkommande karaktär. I House of David spelade hon Mychal, en av huvudrollerna. I TV-serien Dödlig lek spelade hon Margot Miller, en av huvudrollerna.

## Filmografi (i urval)
- 2020–2024 – Industry (TV-serie)
- 2025 – House of David (TV-serie)
- 2025 – Dödlig lek (TV-serie)